# 阿恩塔里
阿恩塔里（Antari），是印度中央邦Gwalior县的一个城镇。总人口9534（2001年）。

## 人口
该地2001年总人口9534人，其中男性5061人，女性4473人；0—6岁人口1554人，其中男824人，女730人；识字率53.38%，其中男性为65.94%，女性为39.17%。